# Touffreville-la-Corbeline
Touffreville-la-Corbeline é uma comuna francesa na região administrativa da Normandia, no departamento de Sena Marítimo. Estende-se por uma área de 12,52 km². Em 2010 a comuna tinha 849 habitantes (densidade: 67,8 hab./km²).